# Mondaufgang am Meer
Mondaufgang am Meer, auch als Mondschein auf ruhigem Meer bekannt, ist ein 1822 entstandenes Gemälde von Caspar David Friedrich. Das Bild in Öl auf Leinwand im Format 55 cm × 71 cm befindet sich in der Berliner Nationalgalerie zusammen mit seinem Pendant Dorflandschaft bei Morgenbeleuchtung.

## Bildbeschreibung
Das Gemälde zeigt einen Mann und zwei Frauen, die auf einem großen Findling am dunklen, steinigen Meeresufer sitzen und das Naturschauspiel des Mondaufganges betrachten. Die Menschen sind aufgrund ihrer Kleidung als Stadtbewohner zu erkennen. Der Mann trägt einen braunen Mantel, ein weißes Hemd und ein großes grünes Barett, somit altdeutsche Tracht. Die rechte Frau in einem grünen Kleid schmiegt sich an die linke Frau in rotem Kleid mit blaugrünem Umhang. Der Wolkenhorizont ist in ein violettes Licht getaucht, dahinter lugt der Vollmond hervor und überzieht das Meer mit einem silbrigen Schimmer. Zwei Segelschiffe fahren auf das Ufer zu oder liegen schon auf Reede; bei dem vorderen Schiff werden die Segel bereits eingeholt.

## Struktur und Ästhetik
Das Gemälde gliedert sich mit Ufer und Meer in zwei Bereiche, die bildparallel hintereinander liegen und einen jähen Bruch zwischen Vorder- und Hintergrund vollziehen. Die Figuren auf dem großen Stein wirken vor dem helleren Hintergrund fast silhouettenhaft. Die Mittelachse des Bildes verläuft durch den Abstand zwischen dem Mann und den beiden Frauen. Das dunkle, steinerne Ufer vermittelt den Eindruck absoluter Statik, die durch die in sich versunkenen Menschen verstärkt wird. Im Gegensatz dazu erscheint der Hintergrund voller Bewegung, mit den Schiffen, dem reflektierten Mondlicht, den ineinanderfließenden Farben des Himmels. Die Blickerfahrung des Betrachters realisiert in der großen optischen Distanz von Nähe und Ferne ein Raum-Zeit-Verhältnis. Der Horizont halbiert das Bild nahezu und ist wie eine Koordinate zwischen zwei spiegelbildlichen Hyperbelkurven gezogen, die oben der Öffnung der Wolkenbank im Mondlicht folgt und unten der Silhouette der Steinblöcke. Das hyperbolische Schema in einer solchen Ausprägung ist später nur noch in dem Gemälde Das Große Gehege zu finden. Die Rückenfiguren bestimmen hier das Verhältnis von Mensch und Natur als transzendentale Unendlichkeit, der Friedrich eine aperspektivische und unmessbare Raumqualität verleiht.

## Pendant

Caspar David Friedrich: Dorflandschaft bei Morgenbeleuchtung, 1822

Mit dem Pendant Dorflandschaft bei Morgenbeleuchtung ist in vielerlei Hinsicht ein Gegensatz zum Mondaufgang am Meer  geschaffen: Abend und Morgen, dunkel und hell, Wasser und Land, Steine und Vegetation, Städter als Fremdlinge am Meer und Schäfer in der Naturidylle. Die unterschiedlichen Interpretationen des Mondaufgangs versuchen, im Gegenstück eine Entsprechung zu finden. Einigkeit gibt es darüber, dass beide Bilder zusammen zu denken sind. Wieland Schmied bietet an, dass sich in den beiden Gemälden die Tageszeiten mit der menschlichen Geschichte und der zeitgenössischen politischen Realität verbinden. Die beiden Gemälde gelten nach dem Mönch am Meer und der Abtei im Eichwald als bedeutendstes Bildpaar in Friedrichs Werk.

## Bilddeutung
In der von Helmut Börsch-Supan angebotenen religiösen Interpretation des Gemäldes schauen die drei Gestalten auf den aufgehenden Mond als das Symbol Christi. Die riesigen Steine am Ufer bedeuteten den christlichen Glauben. Die auf das Ufer zukommenden Schiffe versinnbildlichten das sich dem Ende zuneigende Leben. Der blauviolette Grundton des Bildes stehe für Melancholie oder Trauer, die durch den Glanz des silbernen Lichtes überwunden werde. Die Verwendung dieser Farbsymbolik bei Friedrich ist durch eine Überlieferung von Ludwig Richter gesichert. Für Jens Christian Jensen bedeutet der Abend hier die Einlösung eines Versprechens, der Ankunft des Göttlichen. Wasser, Schiffe, Mond und Himmel würden als Paradies erscheinen, in dem die irdischen Maßstäbe keine Gültigkeit haben.

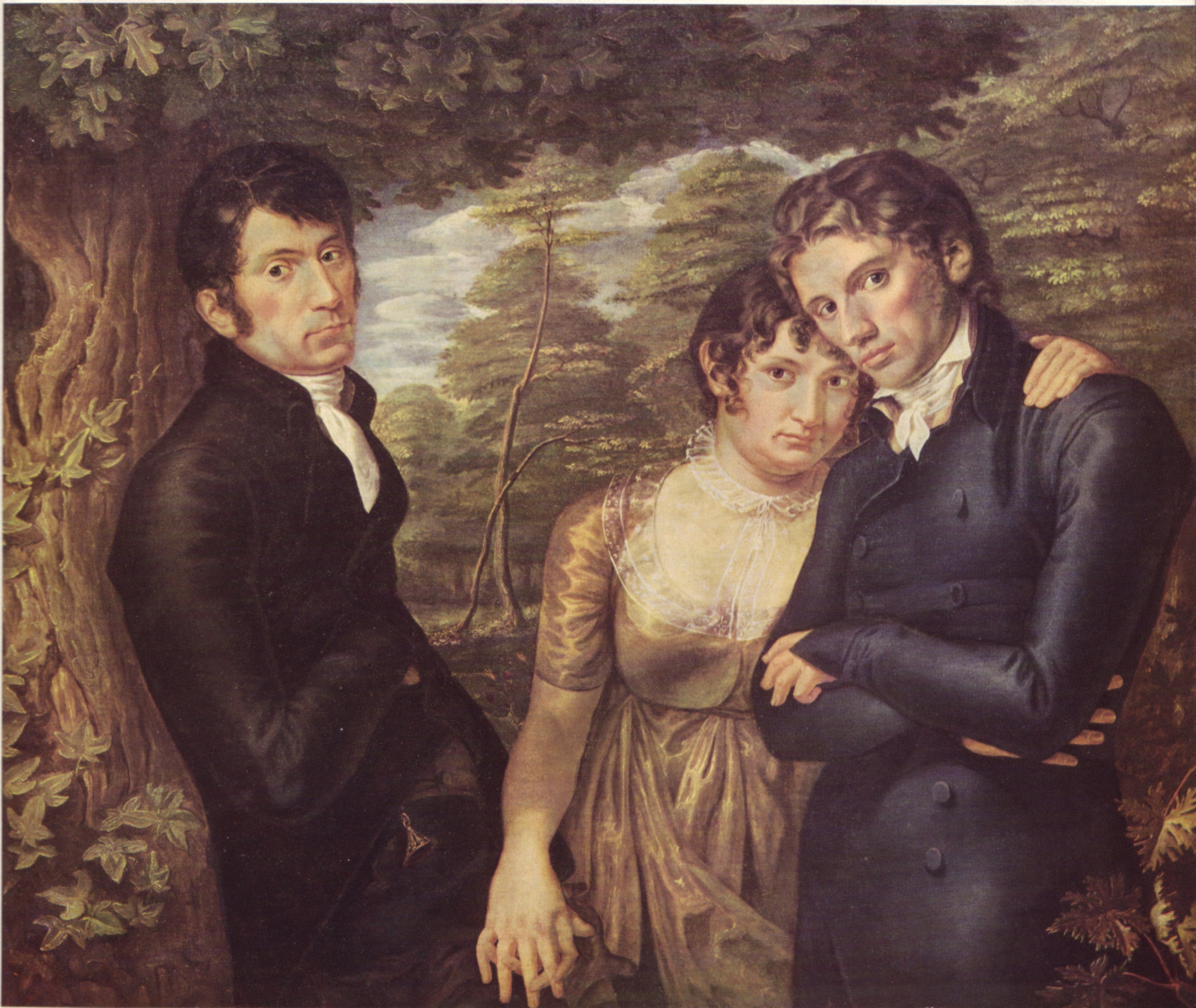
Philipp Otto Runge: Wir Drei, 1805

Wieland Schmied leitet von dem Barett der Altdeutschen Tracht das politische Bekenntnis eines Demagogen ab, der nach den Karlsbader Beschlüssen von 1819 in der Zeit der Restauration reformerische, liberale und nationale Gedanken vertritt. Auch Peter Märker sieht den Mann mit dem Barett als Demagogen, als Vertreter einer bestimmten Zeit, mit Hinweis auf eine Epoche und bestimmte Erwartungen an die Zukunft. Hoffnungen und Sehnsüchte der drei Wartenden projiziert auch Hubertus Gaßner in die räumliche Ferne der Meeres- und Himmelszone. Klaus Lankheit erkennt in dem Gemälde ein typisches Freundschaftsbild der Romantik mit Figuren, die die Natur betrachten, vergleichbar mit dem von Philipp Otto Runge unter dem Titel Wir Drei.

## Studien und Zeichnungen
Friedrich verwendet in dem Gemälde die um 1822 angefertigte Pinselzeichnung (Durchzeichnung) Sitzender Mann sowie die 1818 entstandene Federzeichnung (Durchzeichnung) Zwei sitzende Frauen. Nach Willi Geismeier sollen die Pausen der Staffagefiguren von fremder Hand stammen und von Georg Friedrich Kersting ausgeführt worden sein. Dem steht die gleichförmige Linienführung entgegen, die eher auf die Durchzeichnungen von der Glasplatte der Camera obscura oder Nachzeichnungen des Blicks durch das Prisma der Camera lucida hindeutet. Nach neuesten Forschungen geht die Verwendung der Durchzeichnung auf die malerische Ausführung des Ölbildes und nicht auf dessen Unterzeichnung zurück. Vermutlich benutzte Friedrich die Pause mit den beiden Frauen auch für das verschollene Seestück mit Mondaufgang. Möglicherweise liegt dem Vordergrund eine verschollene Zeichnung vom Strand bei Stubbenkammer zu Grunde, die auf der Rügenreise im August 1818 entstanden sein müsste. Der im Bild dargestellte Strand ist für diese Gegend charakteristisch. 

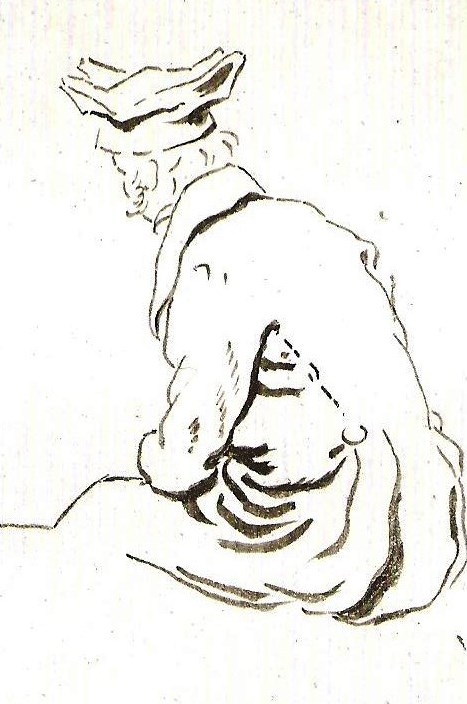
Caspar David Friedrich: Sitzender Mann, um 1822
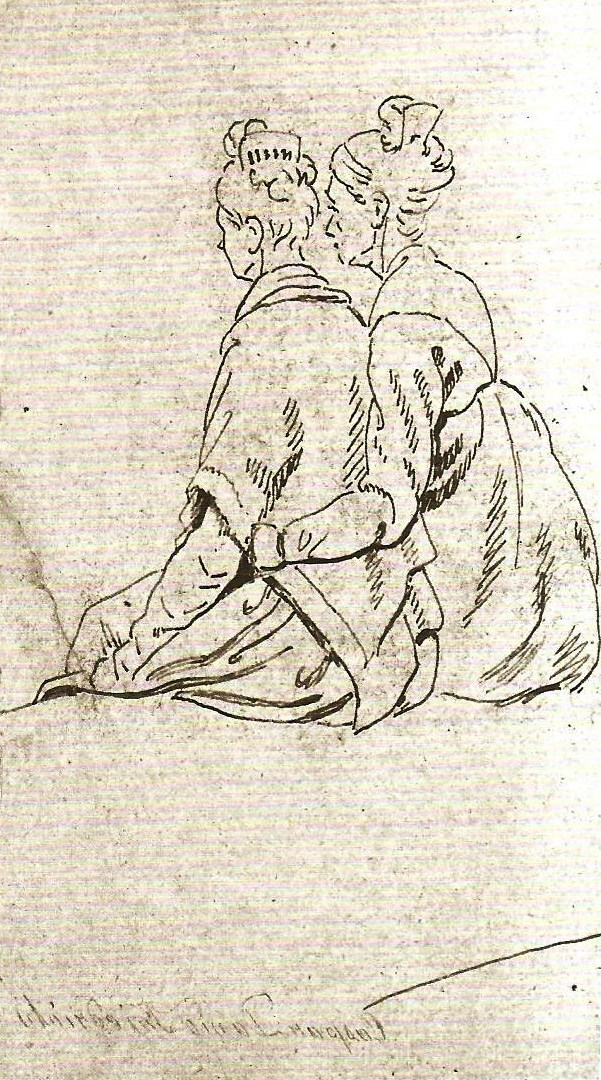
Caspar David Friedrich: Zwei sitzende Frauen, um 1818
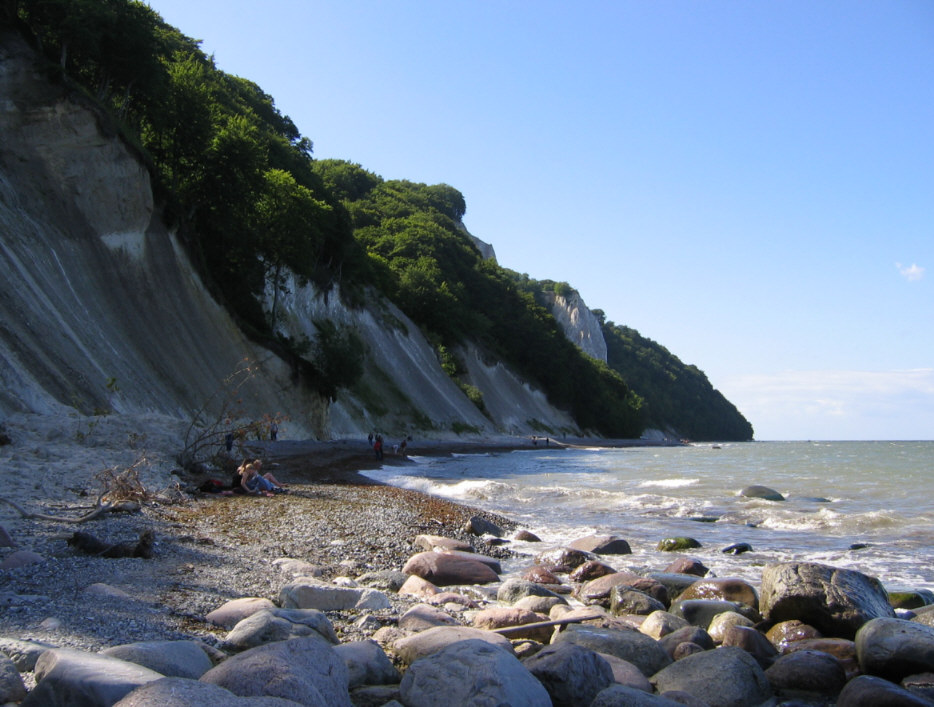
Stubbenkammer vom Strand aus betrachtet

## Provenienz, Bezeichnung, Datierung
Das Gemälde entstand 1822 als Pendant zur Dorflandschaft bei Morgenbeleuchtung  für den Bankier Joachim Heinrich Wilhelm Wagener und befand sich in dessen Sammlung. Es wurde 1861 aus der Sammlung erworben, die den Grundstock für die Berliner Nationalgalerie bildete. Bis 1973 galt nach dem Sammlungskatalog von 1828 die Datierung des Bildes auf 1823. Zwischenzeitlich abweichende Einordnungen um 1810 oder 1830 wurden nicht bestätigt. Ein Brief Friedrichs an den Konsul Wagner vom 1. November 1822 kündigt die Lieferung der beiden Bilder für denselben Monat an. Aus nicht bekannten Gründen stellte der Maler die Gemälde im April 1823 noch auf der Sonderausstellung anlässlich des Besuches des bayerischen Königspaares in Dresden aus, bevor sie den Empfänger erreichten. Dort hatte das Gemälde den Titel Der Abend, der Strand bei Stubbenkammer auf der Insel Rügen.

## Einordnung im Gesamtwerk
Dem Gemälde geht wie in vielen Fällen bei Friedrich eine längere Motivgeschichte voraus, in der die Bildidee in ihrer Umsetzung heranreifte. Bereits 1821 entstand eine Variante des Mondaufgangs am Meer mit zwei im Bildzentrum stehenden Männern und zwei Frauen rechts auf einem großen Stein sitzend. Offensichtlich ringt der Maler hier um die Form, die er ein Jahr später erreicht. Schon vor 1818 beschäftigte ihn in den Gemälden Abschied und Frau am Meer die Frauen-Pose auf dem Findling in symbolischer Kommunikation mit Schiffen auf dem Meer. Als Vorstufe für die Komposition kann auch das Gemälde Zwei Männer am Meer bei Mondaufgang angesehen werden. Bei dem Mondaufgang am Meer von 1822 war die Bildgestalt offenbar durch die Bildidee bestimmt, die durch das Bildpaar getragen wird. Darüber hinaus sind die Themen Mondaufgang am Meer, der steinige Meeresstrand und Rückenfiguren im gesamten Werk vertreten.

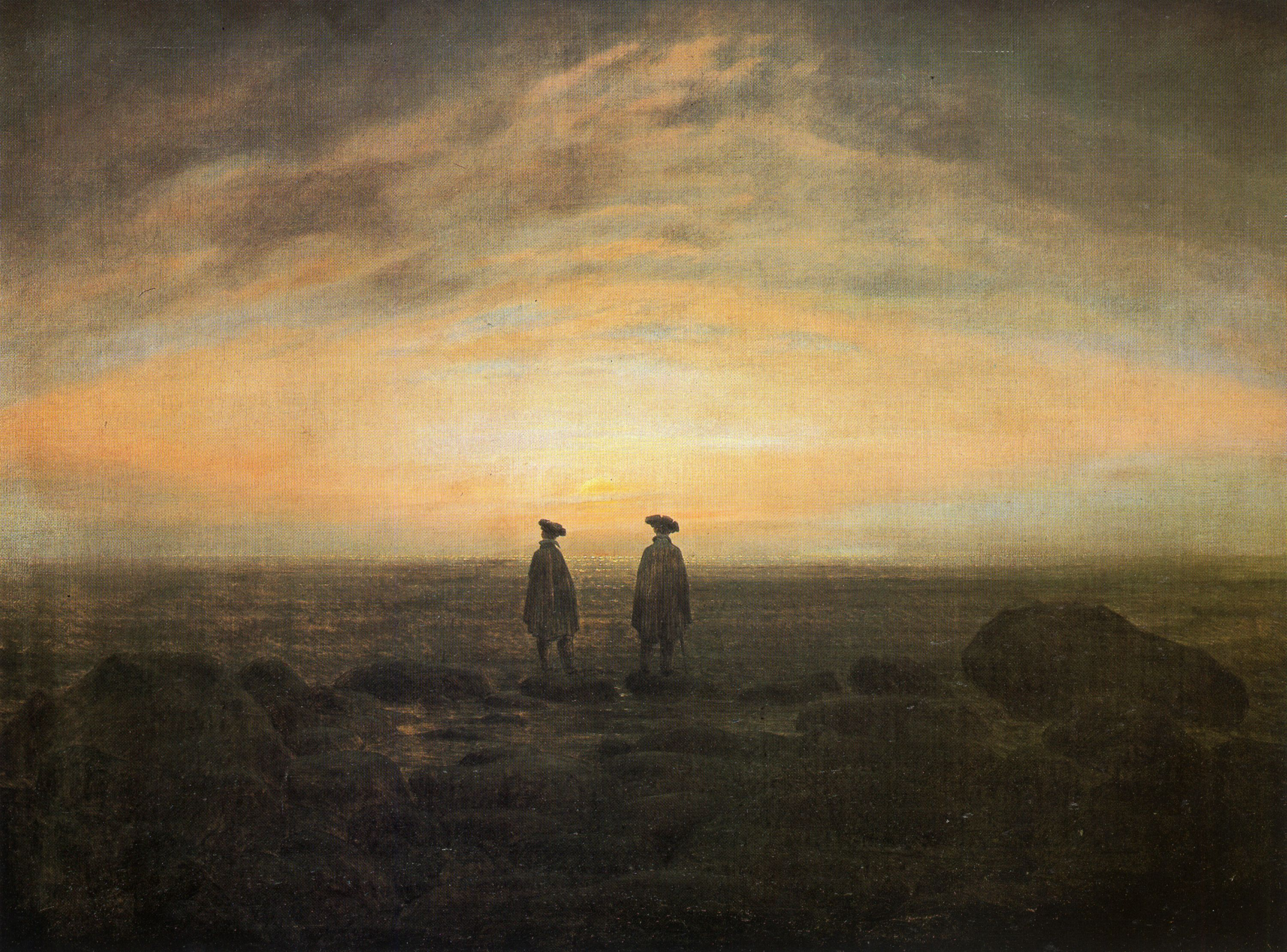
Caspar David Friedrich: Zwei Männer am Meer, 1817
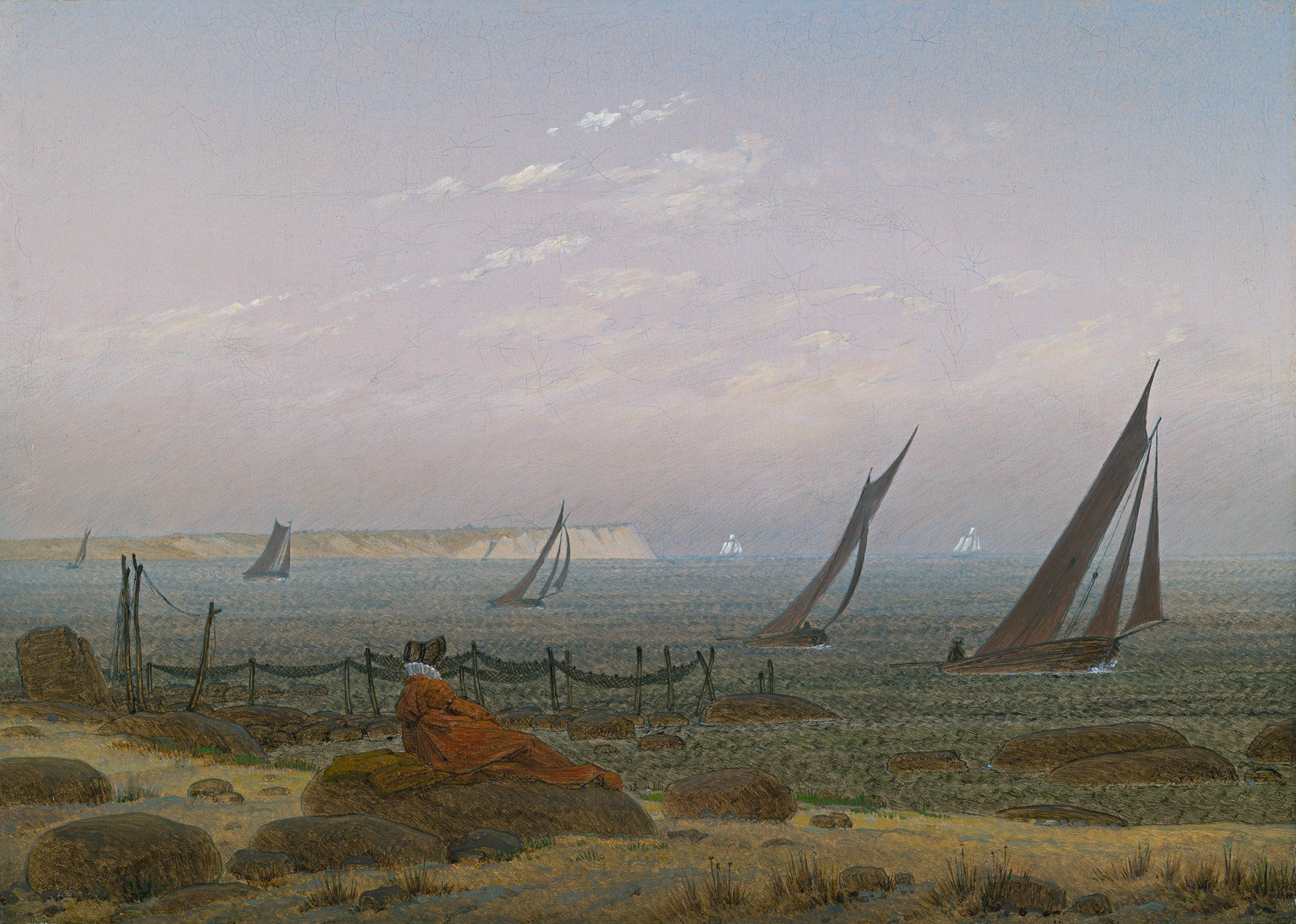
Caspar David Friedrich: Frau am Meer vor 1818
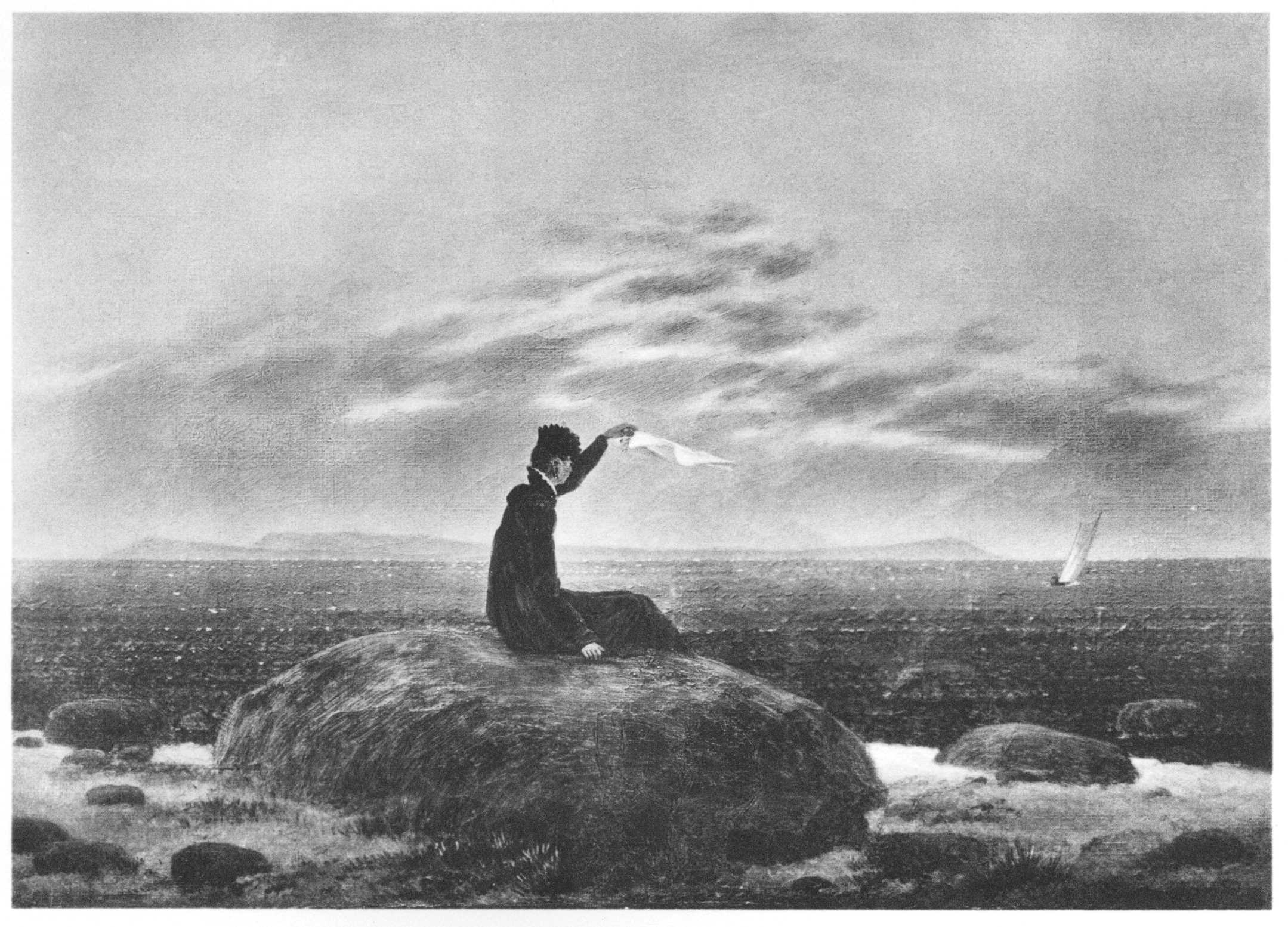
Caspar David Friedrich: Abschied, vor 1818
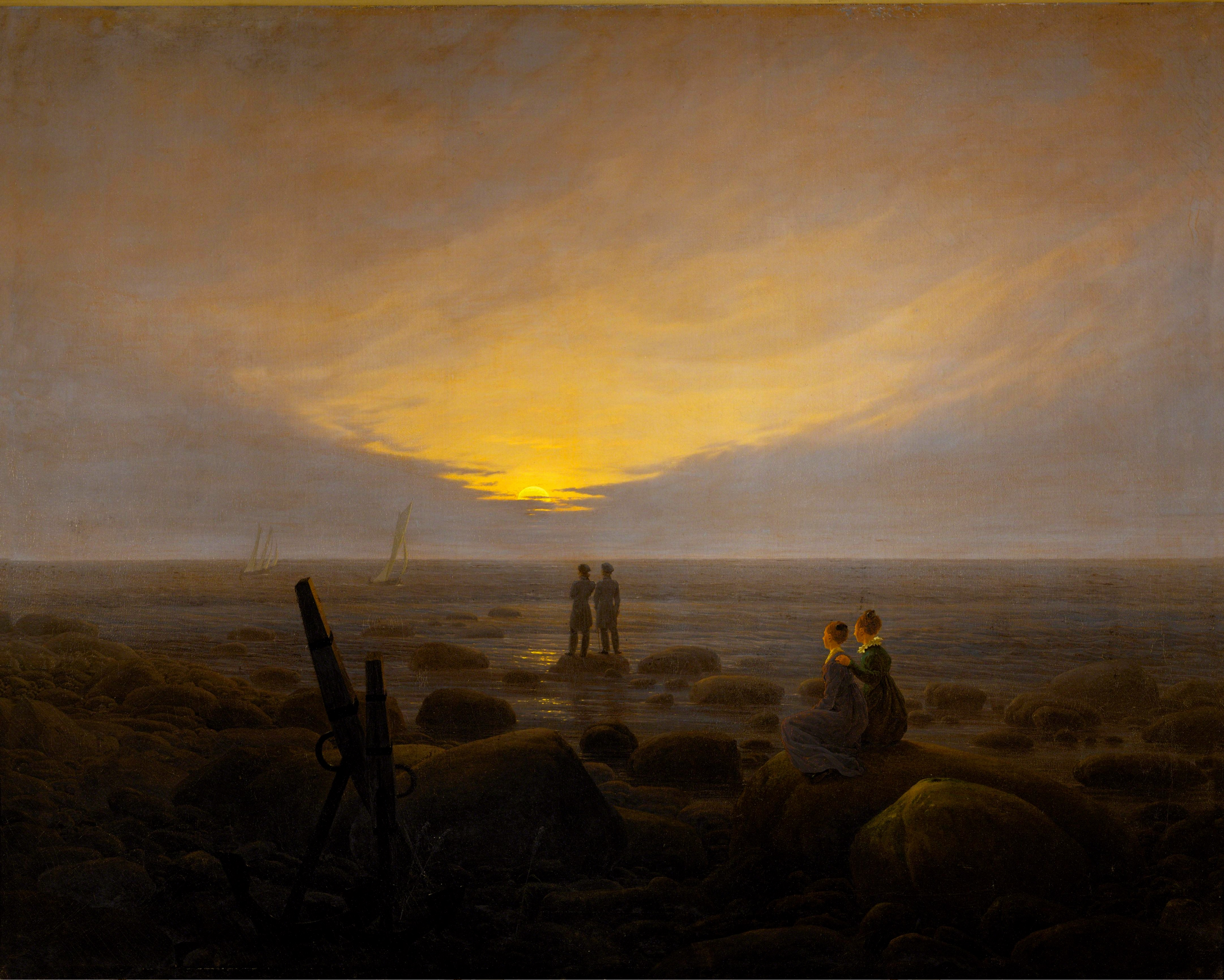
Caspar David Friedrich: Mondaufgang über dem Meer , 1821